# Lauricocha (tỉnh)
Tỉnh Lauricocha (tiếng Tây Ban Nha: Provincia de Lauricocha) là một tỉnh thuộc vùng Huánuco của Peru. Tỉnh Lauricocha có diện tích 1880 kilômét vuông, dân số thời điểm theo điều tra dân số ngày 11 tháng 7 năm 1993 là 31988 người. Tỉnh lỵ đóng ở Jesús.